# Signalart
Signalart är ett begrepp man använder för arter som fungerar som indikatorer när man söker urskilja biotoper med höga naturvärden. En förekomst av en eller flera signalarter ses som vanliga tecken på att biotopen är speciell och därmed kan vara en så kallad nyckelbiotop. Signalarter används därför som ett hjälpmedel för att identifiera nyckelbiotoper.
Det finns vissa kriterier för att en art ska kallas för, och användas som, signalart:
- Arten ska vara någorlunda vanlig med en jämn utbredning så att arten ofta finns där naturvärdet är högt.
- Arten ska vara starkt knuten till skogsbiotoper med höga naturvärden, och sällan finnas i biotoper med lågt naturvärde.
- Arten ska vara lättupptäckt
- Arten ska vara möjlig att identifiera och därmed sakna förväxlingsbara arter.[1]

Som signalarter används kärlväxter, mossor, lavar, svampar och insekter. Flera signalarter indikerar ofta förekomst av rödlistade arter och vissa signalarter är även själva rödlistade. En signalart behöver inte ha samma indikatorvärde i hela sitt utbredningsområde, utan kan främst fungera i vissa geografiska områden eller i specifika biotoper.